# Kaiserpreis

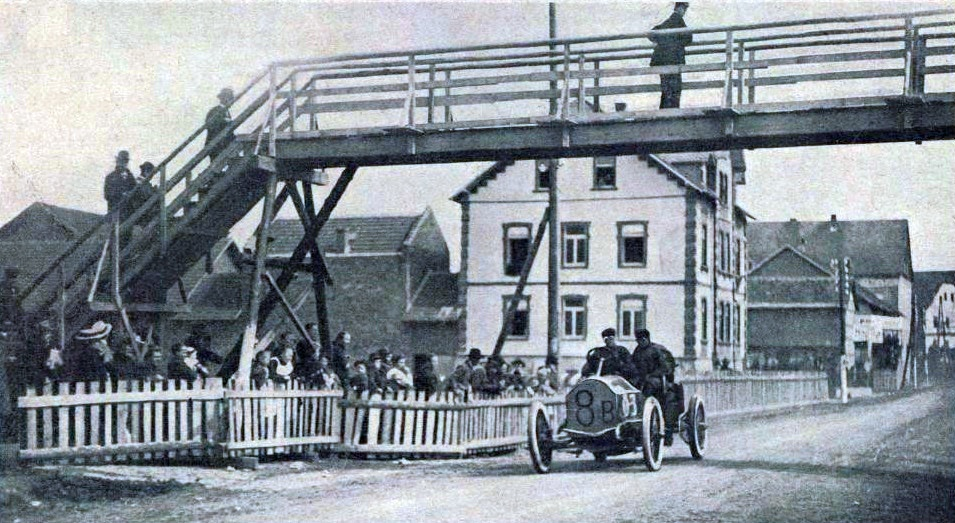
Felice Nazzaro, vítěz Kaiserpreis

Kaiserpreis (Císařova cena) byl automobilový závod konaný 14. června 1907, pojmenovaný podle pruského císaře Viléma II. Stejně jako Cena prince Jindřicha, která se jela v letech 1908 až 1911, byla předchůdcem Grand Prix Německa.
Protože v roce 1903 zvítězil v poháru Gordona Bennetta Camille Jenatzy (ač Belgičan) na voze Mercedes, na řadě v pořádání dalšího ročníku závodu bylo Německo. Vybrána byla 117 kilometrů dlouhá trať pohořím Taunus, z Oberurselu do Weilburgu a zpět. Na stejné trati jako se jel o tři roky předtím Bennettův pohár. Německo v roce 1907 uspořádalo druhý největší mezinárodní závod tohoto jména – Kaiserpreis (po veslařských a jachtařských závodech). Start byl povolen jen cestovním vozům s objemem motoru menším než osm litrů, a minimálním rozvorem 3000 mm, přičemž z každé továrny se mohli zúčastnit pouze tři jezdci (posádky).
Po dva dni sledovaly trať statisíce lidí. V první kvalifikační části 13. června vyhrál Vincenzo Lancia, ve druhé kvalifikaci a celkově v závodě zvítězil italský pilot Felice Nazzaro s vozem Fiat 130 HP, v konkurenci vozů Opel, Mercedes, Eisenach, Adler, Protos, Argus, Gaggenau, Dürkopp a dalších. Jeho průměrná rychlost byla 84,81 km/h.
Druhý se umístil belgický jezdec Camille Jenatzy. Jako třetí dojel Carl Jörns s vozem Opel 34/65. Němci jej oslavovali jako vítěze a firma Opel se stala císařským dvorním dodavatelem. Pohár vítězi předával na slavnostním ceremoniálu sám císař Vilém, který ovšem doufal ve vítězství německého jezdce na německém stroji. Celkem dojelo do cíle 21 ze 39 startujících závodníků.
V roce 1908 série pokračovala Cenou prince Jindřicha.

## Účastníci
Přihlášeno bylo původně celkem 92 posádek, do dvoukolové kvalifikační části, která se jela už předchozí den, čtvrtek 13. června, bylo puštěno 80 vozů.
K závodu se přihlásilo:
- 14 továren z Německa (32 vozů)
- 10 továren z Francie (21 vozů)
- 8 továren z Itálie (19 vozů)
- 4 továrny z Belgie (4 vozy)
- 2 továrny z Rakousko-Uherska (3 vozy)
- 2 továrny ze Švýcarska (3 vozy)[1]

Pro odlišení vozidel různých národů byly stanoveny „národní barvy“:
- Belgie – žlutá
- Německo – bílá
- Anglie – zelená (už použita v Poháru Gordona Bennetta, později známá jako British racing green)
- Francie – modrá
- Itálie – červená (v roce 1904 byly italské sportovní vozy černé)
- Rakousko – černá a žlutá
- Švýcarsko – červená a žlutá[1]

## Pořadí
Z 39 startujících dojelo do cíle 21 posádek:
1. Felice Nazzaro, Fiat 130 HP, , 05:34:26
2. Lucien Hautvast, PIPE, , 05:39:30
3. Carl Jörns, OPEL, , 05:39:35
4. Christian Michel, OPEL, , 05:49:35
5. Louis Wagner, Fiat 130 HP, , 05:50:53
6. Vincenzo Lancia, Fiat 130 HP, , 05:51:01
7. Ferdinado Minoia, Isotta Fraschini, , 05:51:15
8. Henry Fournier, Itala, , 05:55:18
9. Otto Salzer, Mercedes, , 05:57:33
10. Alessandro Cagno, Itala, , 05:59:12
11. Robert Schmidt, AWE, , 06:03:33
12. Beutler, Martini, , 06:07:12
13. Henry Rougier, De Dietrich, , 06:08:17
14. Camille Jenatzy, Mercedes, , 06:08:56
15. Henry Depasse, Martini, , 06.20:15
16. Maurice Fabry, Itala, , 06.29:00
17. C. Tommaselli, Bianchi, , 06:20:15
18. Willi Salzer, N.A.G., , 06:35:34
19. E. A. Schmidt, Dürkopp, , 06:46:47
20. François Terry, Gobron-Brillié, , 06:46:58
21. Franz Adelberger, Protos, , 07:15:10[1]

poruchy a nehody měli:
- Fritz Opel, Opel
- Willy Pöge, Mercedes
- Vincenzo Florio, Darracq
- Hugo Wilhelm, Matallurgique
- Fernand Gabriel, De Dietrich[1]

Závod byl poznamenán několika nehodami a těžkými zraněními i jedním úmrtím. Spolujezdec vozu 19C z týmu Adler – Ludwig Faber zemřel na následky zranění při nehodě. Připomíná jej pomníček „Faberstein“ u Glashüttenu.

## Současnost
Od 31. května do 3. června 2007 se na trati v pohoří Taunus opět uskutečnil závod historických vozů nazvaný Kaiserpreis-Rennen 2007, spojený s přehlídkou elegance.